# Clima nivale

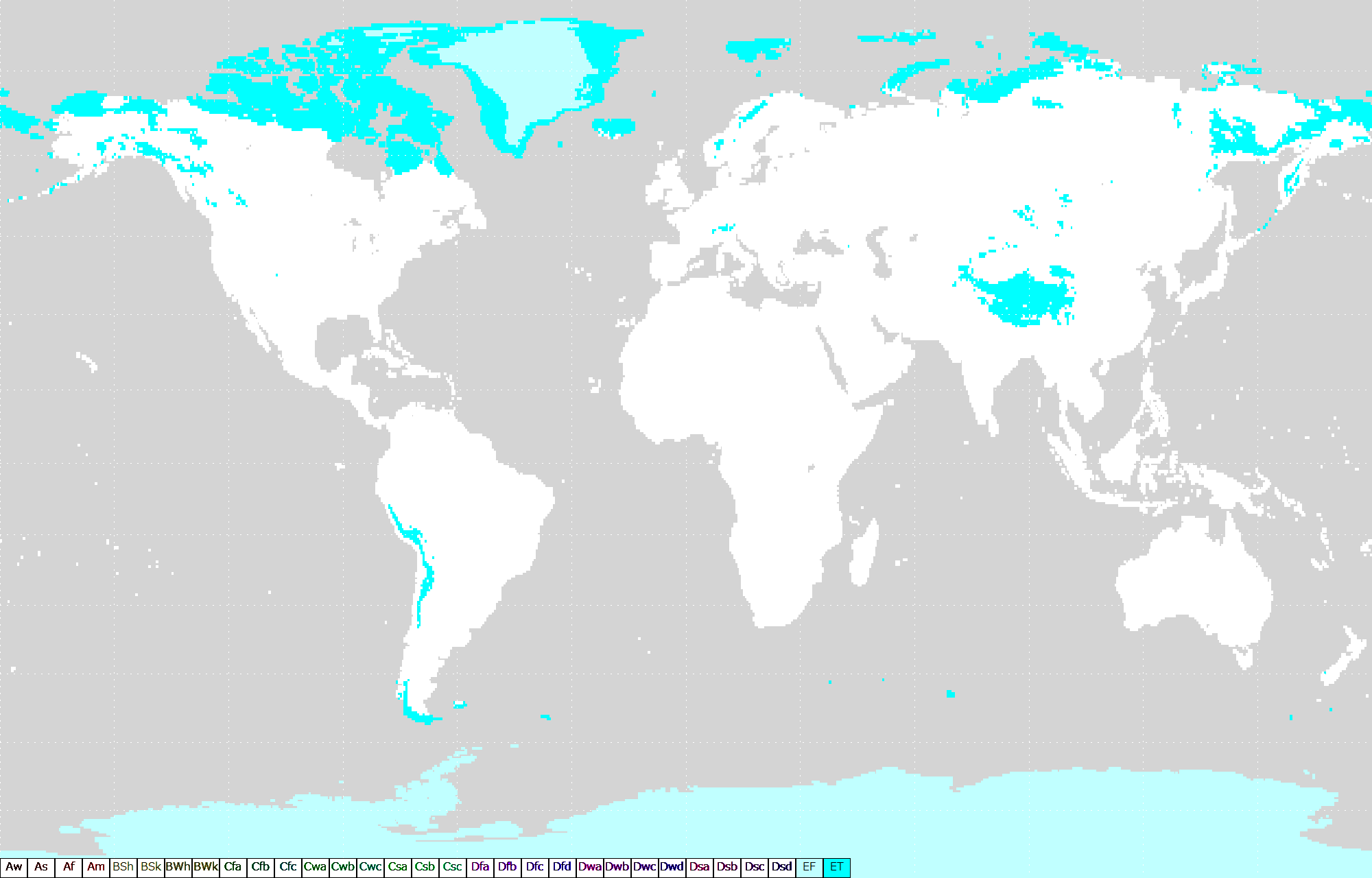
Aree nel mondo a clima nivale

Con clima nivale s'intende una tipologia di clima molto freddo, con precipitazioni generalmente scarse prevalentemente nevose e temperature rigidissime durante tutto l'anno. 
I climi nivali sono indicati nella classificazione dei climi di Köppen con E. Si distinguono due sottotipi fondamentali: il clima della tundra e il clima dei ghiacci perenni a cui si può associare anche il clima alpino.
Le zone interessate sono principalmente il Canada settentrionale, la Groenlandia, alcune zone dell'Asia Nord-Orientale e la catena montuosa dell Himalaya.

## Descrizione
Il clima nivale è caratterizzato da inverni freddi e gelidi ed estati prevalentemente fresche.
Questa fascia climatica si estende nella zona dei due poli e in parte dell'emisfero boreale. Condizioni simili però si possono riscontrare anche sulle vette delle montagne più alte di tutto il mondo (a quote differenti a seconda della latitudine). 
La vegetazione è prevalentemente composta da muschi e licheni, la fauna da diverse specie animale tra cui il lupo, l'orso bianco, la volpe artica, l'ermellino che usano la bianca neve per mimetizzarsi e difendersi dai pochi abitanti di quelle zone che vivono di caccia per le pellicce. Da queste zone provengono molti dei legni più pregiati. 